# Natalie Eilers
Natalie Eilers (* 31. Oktober 1998 in Calgary) ist eine kanadische Skispringerin.

## Werdegang
Natalie Eilers startet für den Altius Nordic Ski Club. Sie debütierte am 11. und 12. Juli 2015 in Villach im FIS-Cup, wo sie zweimal den 25. Platz erreichte. Ihre nächste Wettbewerbsteilnahme im September 2015 in Midtstuen, Oslo war zugleich ihr Debüt im Continental Cup; dort erreichte sie einmal Platz neun, einmal wurde sie disqualifiziert.
Am 15. und 16. Februar 2017 debütierte Eilers im südkoreanischen Pyeongchang im Skisprung-Weltcup und erreichte dort mit den Plätzen 28 und 29 zugleich ihre ersten Weltcup-Punkte. Durch diese fünf Punkte belegte sie am Ende der Saison 2016/17 in der Gesamtwertung Rang 56. Bei den Nordischen Skiweltmeisterschaften 2019, die in diesem Jahr in Seefeld in Tirol stattfanden, wurde sie von der Normalschanze 39.
Bei den Nordischen Skiweltmeisterschaften 2021 in Oberstdorf wurde sie von der Normalschanze 39. und von der Großschanze 40., während sie mit dem kanadischen Damenteam Elfte wurde. Am 13. März 2022 erreichte sie mit Platz in Park City erstmals eine Podiums-Platzierung im Continental Cup.
Am 22. Januar 2024 erlitt Eilers beim Training in Planica eine Knieverletzung und musste ihre Teilnahme für den Rest der Saison 2023/24 absagen.
Eilers ist beim Energieunternehmen Gibson Energy angestellt.

## Erfolge

### Weltcup-Platzierungen
| Saison  | Platz | Punkte |
| ------- | ----- | ------ |
| 2016/17 | 56.   | 05     |
| 2017/18 | 51.   | 03     |
| 2018/19 | 53.   | 04     |
| 2021/22 | 55.   | 02     |
| 2022/23 | 57.   | 04     |

### Grand-Prix-Platzierungen
| Saison | Platz | Punkte |
| ------ | ----- | ------ |
| 2022   | 46.   | 15     |